# Vedlejší škody
Vedlejší škody (či kolaterální ztráty) ve vojenské terminologii znamenají úmrtí, zranění nebo jiné škody na necílených objektech. Často se používá pro nehody na civilistech či poškození nevojenských objektů v průběhu útoku na legitimní vojenské cíle. Pro neúmyslné zničení přátelského cíle se používá termín palba do vlastních řad.
Někteří kritici používání pojmu vidí jako eufemismus, který se snaží odosobnit skutečnost smrti nevinných.

## Termín „kolaterální škody“

### Etymologie
Anglický výraz „collateral“ pochází ze středověké latiny, ze slova collateralis, doslova col-, „společně s“ + lateralis (z latus, later-, „strana“) a jinak je v některých obratech používán jako synonymum k „paralelní“ či „navíc“ („kolaterální žíly“ vedou krev paralelně, „kolaterály“ jsou finanční zástavy). První známé použití anglického sousloví „collateral damage“ bylo v tomto kontextu použito roku 1961 v článku T. C. Schellinga „Rozptýlení, odstrašení a poškození“.

### Užití
Průvodce cílením vojenské rozvědky USAF definuje termín jako „nezamýšlenou škodu či incidentní škodu postihující zařízení, vybavení či personál, vzniklou jako důsledek vojenských aktivit namířených proti cílené nepřátelské síle nebo zařízení.“ Záměr je klíčový pro porozumění vojenským definicím z toho důvodu, že se vztahuje k cílené selekci. Od doby PGM a zásahů specializovaných jednotek se však obecně soudí, že ochrana civilistů je velkou prioritou zemí západního světa, proto se i termín samotný stále hojně užívá.

### Související pojmy
- povolené ztráty – přípustný poměr přímých a nepřímých obětí (civilian causality ratio)
- civilní oběti – počet obětí z řad civilistů

## Mezinárodní humanitární právo
Mezinárodní úmluvy schvalují použití válečného práva v ozbrojeném konfliktu, včetně zavinění vedlejších škod, pokud je zásah ve shodě s třemi základními principy: vojenskou nutností (pro zachování míru), rozlišením (problému a příčiny) a proporcionalitou.
Luis Moreno-Ocampo, hlavní žalobce Mezinárodního trestního soudu vyšetřoval obvinění Spojených států amerických z válečných zločinů během Invaze do Iráku v roce 2003 a v otevřeném dopise své nálezy publikoval. Podle této analýzy se USA chovalo ve shodě s těmito principy, a zásah byl tedy legitimní.